# رندی کواید
رندی رندال رودی کواید (به انگلیسی: Randy Randall Rudy Quaid) (زاده ۱ اکتبر ۱۹۵۰) بازیگر، آمریکایی است.

## بخشی از فیلم‌شناسی
- آخرین نمایش فیلم (۱۹۷۱)
- تازه چه خبر دکتر؟ (۱۹۷۲)
- آخرین مأموریت (۱۹۷۳)
- ماه کاغذی (۱۹۷۳)
- کارآموزی دادی کراویتز (۱۹۷۴)
- در راه افتخار (۱۹۷۶)
- آب‌بندهای میسوری (۱۹۷۶)
- قطار سریع‌السیر نیمه‌شب (۱۹۷۸)
- روباه‌ها (۱۹۸۰)
- تعطیلات نشنال لمپون (۱۹۸۳)
- اتوبوسی به نام هوس (۱۹۸۴)
- حماقت برای عشق (۱۹۸۵)
- شبح (۱۹۸۶)
- پخش زنده شنبه شب (۱۹۸۵–۱۹۹۱)
- والدین (۱۹۸۹)
- سگ‌های شکاری برادوی (۱۹۸۹)
- روزهای تندر (۱۹۹۰)
- تغییر سریع (۱۹۹۰)
- فرانکنشتاین (۱۹۹۲)
- مقاله (۱۹۹۴)
- خدانگهدار عشق (۱۹۹۵)
- روز استقلال (۱۹۹۶)
- سردسته (۱۹۹۶)
- سوار اتوبوس شو (۱۹۹۶)
- پی.یو.ان.کی.اس (۱۹۹۹)
- بدهکاران (۱۹۹۹)
- ماجراهای راکی و بولوینکل (۲۰۰۰)
- ماجراهای پلوتو نش (۲۰۰۲)
- کارولینا (۲۰۰۳)
- خانه‌ای در مزرعه (۲۰۰۴)
- کوهستان بروکبک (۲۰۰۵)
- محصول یخی (۲۰۰۵)
- اشباح گویا (۲۰۰۶)
- بی‌درنگ (۲۰۰۸)
- تلاش سخت (۲۰۰۹)